# ぶっとバード
『ぶっとバード』（BUTTO BIRD）は、ロコビットが開発し小学館より2024年6月19日に発売された3D対戦アクションゲーム。

## 概要
武器を背負ったトリ（鳥）を操作し、ライバルのトリを倒すことを目指すという空中戦が行われる。相手を攻撃してライフを減らし気絶したところで体当たりして場外に吹っ飛ばすというのが基本ルールで、この吹っ飛ばした状況のことをゲーム内では「ぶっとバード」と表現している。
2023年7月開催のゲームイベント「BitSummit Let's Go!!」にて「コロコロコミック賞」を受賞し、その後、2024年3月15日発売の月刊コロコロコミック4月号で「ぶっとバードプロジェクト」と銘打たれた特集が組まれ同誌での漫画化も発表、同年6月14日発売の月刊コロコロコミック7月号ではゲームプロジェクト「コロゲープロジェクト2」において「コロゲー大賞」を受賞したことが発表された。

## システム
ゲーム開始時に以下から操作キャラクターを選択し、併せて、通常攻撃を行う武器と大技を発動させる秘密兵器をそれぞれ1つずつ選択する。
- スズメ - 平均的な能力を持つ。
- ツバメ - 飛行スピードが速く、耐久力が低い。
- ワシ - 耐久力が高く、飛行スピードが遅い。
- フクロウ - 旋回速度が速く、飛行スピードが遅い。

画面には、ライフを表すダウンゲージと、武器使用時や加速時に減少する燃料ゲージが表示される。燃料ゲージは時間経過により自然回復する。攻撃を受けてダウンゲージが尽きたプレイヤーはその場で気絶状態となり、これに加速して体当たりし場外に吹っ飛ばすと撃墜者にポイントが加算される。撃墜されたプレイヤーは数秒後に復帰する。
対戦中に以下のメガホンが現れることがある。これを取得すると一時的に1人対3人の構図となり、特殊な効果が発生する。
- レイドメガホン - 獲得ポイント数1位のプレイヤーを他の3人が倒すことで3人全員がポイントを得られる。倒したプレイヤーは1ポイント多くもらえる。
- ギガントメガホン - 獲得ポイント数4位のプレイヤーが巨大化し、他のプレイヤーに触れるだけで吹っ飛ばせるようになる。

1試合の時間は3分で、終了後、獲得ポイントの多さで順位付けされる。ポイントが同じ場合は、やられた数の少なさ、与えたダメージの多さが基準となる。

## ゲームモード
みんなとバトル
4人のプレイヤーによるオンライン対戦モード。シーズンごとにレーティングを競うランキング要素がある。
おうちでバトル
最大4人のプレイヤーによるオフライン対戦モード。プレイ時には画面が4分割される。
最強への道
1人プレイモード。トリたちを倒していき、最後に登場するボスを倒せばステージクリアとなる。

## 漫画
2024年7月12日発売の『月刊コロコロコミック』8月号より、なべのしめじによる漫画が連載開始し、2025年7月15日発売の8月号にて連載を終了した。ギャグ漫画として描かれている。
この連載は、ウェブサイト『週刊コロコロコミック』で2024年4月15日より実施されたコンペで決定したもので、4人の漫画家が手掛けた各作品が作者名を伏せた状態で公開され、同日発売の月刊コロコロコミック2024年5月号に付属する懸賞ハガキでの読者投票が行われた。
- なべのしめじ・ロコビット（協力）『ぶっとバード』小学館〈コロコロコミックス〉、既刊1巻（2024年12月26日現在）
  1. 2024年12月26日発売[12]、ISBN 978-4-09-149854-0